# Lintzoain
Lintzoain ist eine kleine Ortschaft am Jakobsweg im baskischsprachigen Teil der Autonomen Gemeinschaft Navarra. Sie ist ein Ortsteil von Erro.
Im Dorf gibt es eine spätromanische Kirche aus dem 13. Jahrhundert mit späteren Umbauten. Geweiht ist sie San Saturnino, einem französischen Heiligen und Bischof von Toulouse, dessen Verehrung mit französischen Pilgern über den Jakobsweg nach Spanien kam. Eine weitere ihm geweihte Kirche gibt es mit San Cernín in Pamplona.
Trotz der geringen Größe des Ortes gibt es einen überdachten Frontón, eine Spielstätte für das Pelota-Spiel.